# Conclusion (musique)
Pour les articles homonymes, voir conclusion.
« Outro » redirige ici. Pour la commune homophone, voir Outreau.
Dans le domaine musical, la conclusion est la dernière séquence d'une composition musicale et peut prendre la forme d'une coda ou d'une outro. Les musiques exposant une forme sonate utilisent typiquement la réexposition pour conclure un morceau, et ainsi achever la répétition du thème musical.

## Outro
Une outro est la conclusion d'un morceau de musique, d'une œuvre littéraire ou d'un jeu vidéo. Elle est l'opposée de l'intro. En musique, ce terme ne s'emploie qu'au sein des musiques populaires.